# Deimantė Cornette
Deimantė Daulytė (ur. 22 lutego 1989 w Szawle) – litewska szachistka, arcymistrzyni od 2009, posiadaczka męskiego tytułu mistrza międzynarodowego od 2014 roku.

## Kariera szachowa
Jest wielokrotną medalistką mistrzostw Litwy juniorek w różnych kategoriach wiekowych, m.in. złotą w latach 2007, 2008, 2009 (wszystkie w kategorii do 20 lat). Wielokrotnie reprezentowała narodowe barwy na mistrzostwach Europy i świata, największy sukces odnosząc w 2005 r. w Hercegu Novim, gdzie zdobyła brązowy medal mistrzostw Europy do 16 lat.
Wielokrotnie zdobywała medale indywidualnych mistrzostw Litwy kobiet, w tym m.in. pięciokrotnie złote (2006, 2007, 2008, 2012, 2013) oraz srebrny (2010).
Wielokrotnie reprezentowała Litwę w turniejach drużynowych, m.in.: pięciokrotnie na olimpiadach szachowych (w latach 2006, 2008, 2010, 2012, 2014) oraz czterokrotnie na drużynowych mistrzostwach Europy (w latach 2005, 2007, 2011, 2013); medalistka: indywidualnie – srebrna (2005 – na IV szachownicy).
W 2005 r. zajęła III m. (za Tatianą Grabuzową i Tatianą Fominą) w kołowym turnieju pamięci Paula Keresa w Tallinnie. Normy na tytuł arcymistrzyni wypełniła w 2008 r. podczas otwartego turnieju w Sztokholmie oraz na olimpiadzie w Dreźnie. W 2009 r. zajęła II m. (za Virginijusem Grabliauskasem) w turnieju open w Poniewieżu, natomiast w 2010 r. podzieliła II m. (za Sopiko Guramiszwili, wspólnie z Aliną l'Ami) w Benidormie. W 2014 r. zwyciężyła w Corbas, natomiast w 2015 – w Rijece.
Najwyższy ranking w dotychczasowej karierze osiągnęła 1 maja 2014 r., z wynikiem 2406 punktów zajmowała wówczas 64. miejsce na światowej liście FIDE, jednocześnie zajmując 2. miejsce (za Viktoriją Čmilytė) wśród litewskich szachistek.